# Anita G.
Pour plus de détails, voir Fiche technique et Distribution.
Anita G. (Abschied von gestern) est un film ouest-allemand réalisé par Alexander Kluge en 1966, d'après sa propre nouvelle.

## Synopsis
Anita G. grandit en Allemagne de l'Est puis passe à l'Ouest. Elle y mène une existence instable, chaotique, vivant une succession de situations d'échecs. Elle devient infirmière, commet un larcin et est condamnée avec sursis. Elle change de ville et fuit la police. Devenue représentante d'une maison de disques, elle devient l'amante de son patron, puis perd son emploi. Elle perd également l'emploi suivant de femme de chambre à cause d'un vol dont on l'accuse. Elle cherche à s'inscrire à l'université mais est refusée, sa formation initiale étant jugée insuffisante. En tant que maîtresse d'un conseiller ministériel, ses conditions d'existence semblent s'améliorer. Mais lorsqu'elle tombe enceinte de lui, il la quitte. Anita G. erre d'un endroit à l'autre jusqu'à ce qu'elle se réfugie dans les locaux de la police pour la naissance imminente de son enfant. L'enfant lui est retiré et elle attend une éventuelle condamnation dans une prison pour femmes.

## Fiche technique
- Titre : Anita G.
- Titre original : Abschied von gestern
- Réalisation : Alexander Kluge
- Scénario : Alexander Kluge d'après sa nouvelle
- Photographie : Edgar Reitz
- Montage : Beate Mainka-Jellinghaus
- Production : Alexander Kluge
- Société de production : Independent Film et Kairos-Film
- Pays :  Allemagne de l'Ouest
- Genre : Drame
- Durée : 88 minutes
- Dates de sortie : 
  -  Allemagne de l'Ouest : 14 octobre 1966

## Distribution
- Alexandra Kluge : Anita
- Günter Mack : Pichota
- Eva Maria Meineke : Pichota
- Hans Korte : le juge
- Ursula Dirichs : la mère
- Edith Kuntze-Pellogio : l'officier
- E.O. Fuhrmann : le parachutiste
- Werner Kreindl :le propriétaire de la maison de disque
- Käthe Ebner : la femme du propriétaire de la maison de disque
- Hans Brammer : le professeur
- Karl-Heinz Peters : un homme

## Distinctions
Il est présenté pour la première fois à la Mostra de Venise le 5 septembre 1966. Le film y reçoit huit récompenses, dont le Lion d'argent. La sœur du réalisateur (et romancier) Alexander Kluge, Alexandra Kluge, tient le rôle principal.

## Diffusion
Edition Filmmuseum édite Anita G en DVD avec un autre film d'Alexander Kluge, Travaux occasionnels d'une esclave (1973), dans lequel sa sœur, Alexandra Kluge, tient aussi le rôle principal.